# William Bateson
William Bateson (født 8. august 1861, død 8. februar 1926) var en britisk biolog, og en af genetikkens pionerer. Han var Storbritanniens første professor i genetik og var den første person som anvendte termen genetik for at beskrive studiet af arvelighed og biologisk arv.
Bateson var sammen med Reginald Punnett en af opdagerne af genetisk kobling.
Han var far til socialantropologen Gregory Bateson.